# Beinzeug
Das Beinzeug, auch Beinharnisch ist ein Bestandteil der Plattenrüstung. Es schützt die Beine von der Hüfte bis zu den Zehen. Das Beinzeug besteht aus mehreren Teilen:
- Diechlinge
- Kniebuckel
- Beinröhren
- Eisenschuhe

## Beschreibung

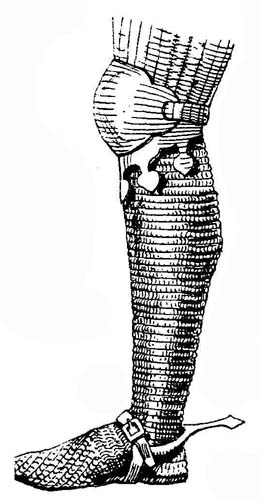
Kettenpanzer mit Kniebuckel

Das echte oder gesamte Beinzeug begann eigentlich mit den ersten Kniebuckeln, die zu Beginn des 12. Jahrhunderts, als die ersten Beinpanzer aus Kettenrüstung aufkamen, das Bein einschließlich der Füße schützten. Die erste Art der Plattenpanzerung an den Knien bestand aus einem breiten Lederstreifen, der um die Kettenpanzerung am Knie gelegt wurde und auf den eine das Knie schützende Platte aufgenäht wurde. Die ersten sich daraus entwickelnden Kniebuckel (französisch genouillères) erschienen bereits im 13. Jahrhundert. Die Oberschenkel, die damals vom Haubert geschützt wurden, der bis zu den Knien reichte, wurde bereits ab 1270 durch ein einfaches Geschübe ersetzt. Daraus entwickelten sich die ersten Oberschenkelschienen (Dielinge, Dichlinge, französisch cuissots). In der Mitte des 14. Jahrhunderts deckten die Dichlinge bereits den gesamten Oberschenkel ab. Sie schützten aber nur die äußere Seite der Oberschenkel, da der Träger mit der Innenseite auf dem Pferd saß. Etwa gegen 1360 versuchte man die ersten Beinröhren zu entwickeln, die sich aber aufgrund ihrer Untragbarkeit nicht durchsetzten. Man blieb bei den Dichlingen und befestigte an der Außenseite zuerst mit einer Bindung, später durch Vernieten eine sogenannte „Streifenschiene“. Ab etwa 1390 entstand der erste Kniebuckel, der bereits mit einer Muschel oder Kachel ausgestattet war.

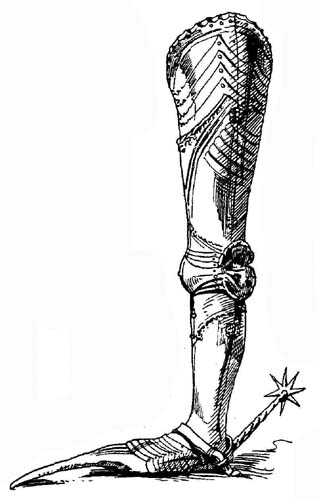
Volles, geschobenes Beinzeug mit Schnabelschuh

## Beinröhren

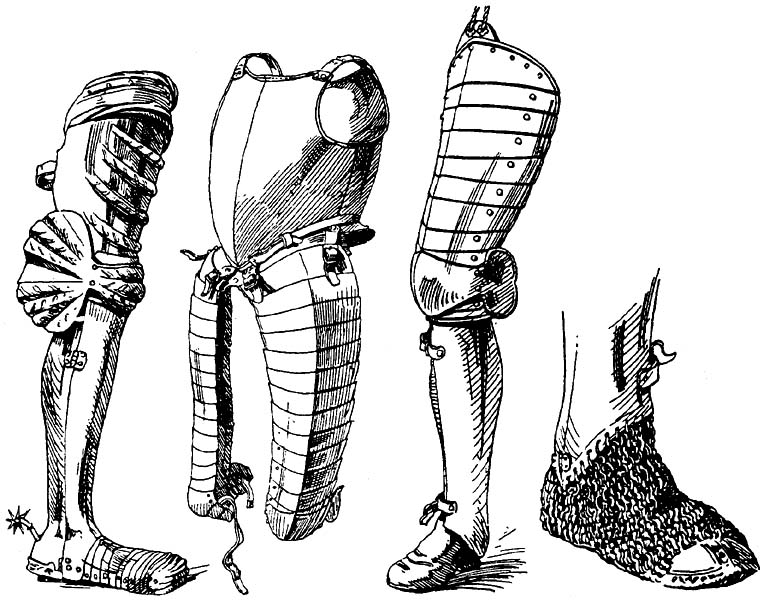
Volles Beinzeug mit Bärenschuh (links), Beinzeug mit Außenschiene (2. v. rechts) und Beinröhre mit Kettenpanzerschuh und Stahlauflage auf den Zehen (rechts)

Bereits um die Mitte des 13. Jahrhunderts wurde versucht, die Unterschenkel durch Belegen mit Platten zu schützen. Am Anfang begann man Schienen auf die Vorderseite der Unterschenkel zu schnallen, die sich mit der Zeit verbreiterten und das Schienbein immer mehr umschlossen. Im 14. Jahrhundert entstanden die ersten echten Beinröhren (französisch grève), die in ihrer Form bis etwa zum 16. Jahrhundert fast gleich blieben und sich nur wenig veränderten. Der im 14. Jahrhundert benutzte Lentner deckte die Oberschenkel noch fast bis zur Mitte ab. Am Ende des 14. Jahrhunderts begann man, den Lentner kürzer zu tragen, worauf eine Änderung nötig war, mit der man die nun freien Oberschenkel schützen konnte. Die bis dahin entstandenen Dichlinge wurden nach oben zur Hüfte hin verlängert. Das durch das Verlängern neu entstandene Rüstungsteil nannte man „Oberdichlinge“, die schon vorher bestehenden unteren Beinschutzteile wurden nun „Unterdichlinge“ genannt. Diese Unterteilung der Dichlinge wurde zeitweise beibehalten, da u. a die Mode der Zeit dies nötig machte. An den z. B. spanischen Bauschhosen konnten ausschließlich die unteren Dichlinge getragen werde, während aber die vollen Dichlinge gebraucht wurden, wenn die Kampf- oder Turnierrüstungen angelegt wurden. Die Befestigung der Dichlinge geschah mit zwei Lederriemen, die am Oberschenkel befestigt wurden. Zu Beginn des 15. Jahrhunderts wurde zusätzlich ein Gürtel um den Bauch getragen, an dem weitere Lederriemen befestigt wurden, um einen festen Halt der Dichlinge am Bein zu garantieren. Um diese Schnüre an den Dichlingen zu befestigen, wurde am oberen Ende ein breiter Lederrand angenietet und an diesem Löcher angebracht, durch die die Schnüre liefen. Diese Befestigungsart hielt sich bis in das 16. Jahrhundert.

## Kniebuckel
In der Mitte des 15. Jahrhunderts wurden die Kniebuckel an italienischen und burgundischen Harnischen nach oben und unten spitz zugeschnitten und geschoben. Das Geschübe, das nach unten zeigt, ist mittels eines Drehbolzens (französisch goujon-tourniquet) am Kniebuckel und den oberen Dichlingen befestigt. Durch diese Anordnung waren die Beinzeuge in der Länge verstellbar. Die Dichlinge wurden etwa um dieselbe Zeit geschoben gearbeitet und bestanden aus acht bis zehn untereinander liegenden Schienen, die etwa um 1520 zur Entwicklung der ersten „Schösse“ führten. Alle Beinzeuge dieser Zeit (Turnier- und Kampfharnische) haben nach hinten offene Kniebeugen mit Ausnahme der Harnische für den Kampf zu Fuß, bei denen die Gelenke durch Geschübe geschützt waren. Die Landsknechte bevorzugten später leichte Rüstungen, da die schweren Beinzeuge für die langen Märsche unpraktisch waren. Sie trugen oft nur die Unterschenkelröhren und benutzten immer öfters Schösse an Rüstungen für die berittenen Soldaten.

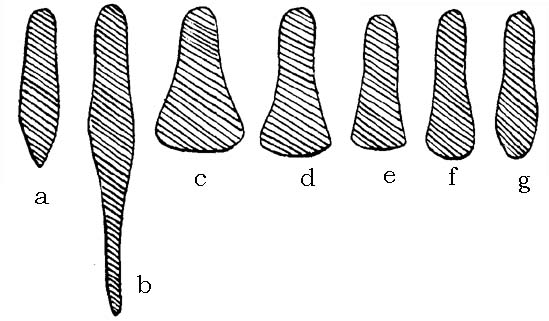
Formen der Eisenschuhe. a) 1290–1390. b) 1300–1490. c) 1500–1530. d) 1530–1540. e) 1540–1550. f) 1550–1560. g) 1560–1590.

## Eisenschuhe
Der Eisenschuh entsteht etwa am Ende des 13. Jahrhunderts. Es ist zuerst eine metallene Platte, die auf das Kettengewebe, das den Fuß bedeckte, gelegt und befestigt wurde. Die Befestigung geschah mittels eines Lederriemens, der um den Fuß an der Ferse befestigt wurde. Etwa 1290 wird diese Platte durch ein Geschübe ersetzt. Die Schuhe des einfachen Söldners bestanden im Gegensatz dazu aus Leder, das bestenfalls mit mosaikförmigen, kleinen Metallplättchen benäht waren. Zu Ende des 13. und Beginn des 14. Jahrhunderts waren die Spitzen der Eisenschuhe stumpf gestaltet, oder liefen in langen, dünnen Schnäbeln (französisch à la poulaines, deutsch ‚Schnabelschuhe‘, italienisch Scarpe a Punta), die leicht nach unten gebogen waren, aus. Zu Beginn ihres Erscheinens hatten diese Schnäbel eine Funktion, später wurden sie nur als modischer Fehltritt gesehen. Der anfängliche Zweck war der, die Beine davor zu sichern, aus dem Steigbügel zu rutschen, da die Füße mit besser werdender Panzerung der Beine immer unbeweglicher wurden. Falls der Fuß aus den Bügeln rutschte, konnte er mit dem langen Schnabel des Schuhes leicht wieder aufgenommen und angezogen werden. Um 1420 werden die ersten auf- und absteckbaren Schnäbel konstruiert. So war es möglich, zu Fuß normal zu gehen und nach dem Aufsteigen auf das Pferd die Schnäbel anzustecken. Die Befestigung an den Eisenschuhen erfolgte mittels eines Drehbolzens, der auf dem Rist des Eisenschuhes angebracht war. Etwa 1430 wurden die Schnäbel in Italien aus Holz gebaut und mit Leder bezogen. Das Leder wurde zusätzlich mit Eisenschuppen belegt. Auch diese wurden erst nach dem Aufsitzen am Fuß angesteckt. Die Schnabelschuhe waren etwa bis 1490 in Gebrauch. Der Eisenschuh (französisch Soleret) erscheint an Rüstungen etwa in der zweiten Hälfte des 14. Jahrhunderts, aber immer zusammen mit den Beinröhren. Am unteren Teil der Beinröhren sind diese hochgetrieben („Knöchelauftriebe“), damit die Schuhe möglichst abschließend an die Röhren ansetzen. Die Oberseite der Eisenschuhe ist ab dem Rist geschoben konstruiert. Das Geschübe reicht vom Anfang des Rists bis an das vordere Ende des Schuhs. In der zweiten Hälfte des 14. Jahrhunderts sind die Eisenschuhe fest mit dem Beinzeug verbunden. Ende des 15. Jahrhunderts tritt eine starke Veränderung in der Konstruktionsweise der Eisenschuhe auf. Ab diesem Zeitpunkt wird auf die Bequemlichkeit der Schuhe und das Befinden des Trägers mehr Rücksicht genommen. Man nimmt an, dass Kaiser Maximilian I. und Kurfürst Albrecht Achilles von Brandenburg Einfluss auf diese Entwicklung hatten. Sie begann mit einer extremen Wandlung, von den schmalen Schnabelschuhen zu den plump erscheinenden, sehr breiten „Bärenfüßen“ oder sogenannten „Kuhmäulern“ (französisch pieds d’ours). Erst um 1530 werden die Formen wieder gemäßigter, und die Eisenschuhe nehmen allmählich wieder die Form eines Fußes an. Zuerst werden sie etwas schmaler und haben scharfe Ecken im vorderen Bereich. Um 1550 rundet sich der Vorderfuß ab, und die Form des „Entenfußes“ entsteht. Erst gegen 1560 nehmen die Eisenschuhe wieder die natürliche Form eines Fußes an,  obwohl der Vorderfuß immer noch ein wenig schmaler und spitzer erscheint. Ab der Mitte des 16. Jahrhunderts versuchten die Plattner, die Schuhe noch besser der Bewegungsfähigkeit und Beweglichkeit anzupassen, indem sie zuerst das „Ristgeschübe“ und später das „Ballengeschübe“ entwickelten. An der Beinröhre wird in der Höhe des Knöchels ebenfalls ein  Geschübe („Knöchelgeschübe“) angebracht. Später wurden noch Vorrichtungen zur Befestigung der Sporen angebracht, die durch eine angenietete Halterung oder auch durch Lederriemen befestigt wurden.